# Michael Pfrommer
Michael Pfrommer (* 29. Januar 1954 in Karlsruhe) ist ein deutscher Klassischer Archäologe und Romanautor.
Michael Pfrommer wuchs in Nürnberg auf. Er studierte zwischen 1973 und 1979 Klassische Archäologie, Ur- und Frühgeschichte sowie Alte Geschichte an der Universität Erlangen und der Universität München. Mit der Arbeit Studien zur spätklassischen und frühhellenistischen Toreutik wurde er 1979 bei Klaus Parlasca in Erlangen promoviert. 1980/81 war er als Inhaber des Reisestipendiums des Deutschen Archäologischen Instituts im Mittelmeerraum unterwegs. Von 1983 bis 1987 war Pfrommer als Referent für Klassische Archäologie am Deutschen Archäologischen Institut, Abteilung Istanbul tätig, wo er auch an Ausgrabungen in Milet beteiligt war. Sowohl 1983 als auch 1985 konnte er für mehrere Monate als Gastwissenschaftler am J. Paul Getty Museum in Malibu forschen. Von 1988 bis 1989 hatte er ein Habilitationsstipendium der Deutschen Forschungsgemeinschaft; die Habilitation erfolgte 1990 an der Universität Trier mit einer Arbeit zum Alexandermosaik. Als Heisenberg-Stipendiat forschte Pfrommer zwischen 1990 und 1995 zu den Steppenvölkern und der Seidenstraße. Am 11. Juli 1995 wurde er zum außerplanmäßigen Professor an der Universität Trier ernannt. Seit 1995 ist er korrespondierendes Mitglied des Deutschen Archäologischen Instituts.
Pfrommer widmet sich bei seinen Forschungen insbesondere der hellenistischen Kunst. Daneben wirkte er als Fachmann bei zahlreichen Dokumentationen für das ZDF und Arte mit. Zudem verfasste er mehrere historische Romane.

## Schriften
Wissenschaftliche Werke
- Studien zu alexandrinischer und grossgriechischer Toreutik frühhellenistischer Zeit, Mann, Berlin 1987 ISBN 3-7861-1433-1 (Archäologische Forschungen, Band 16) (= Dissertation)
- Untersuchungen zur Chronologie früh- und hochhellenistischen Goldschmucks, Wasmuth, Tübingen 1990 ISBN 3-8030-1758-0 (Istanbuler Forschungen, Band 37)
- Göttliche Fürsten in Boscoreale. Der Festsaal in der Villa des P. Fannius Synistor, von Zabern, Mainz 1993 ISBN 3-8053-1636-4 (Trierer Winckelmannsprogramme, Heft 12)
- Untersuchungen zur Chronologie und Komposition des Alexandermosaiks auf antiquarischer Grundlage, von Zabern, Mainz 1998 ISBN 3-8053-2028-0 (Aegyptiaca Treverensia, Band 8) (= Habilitationsschrift)
- Alexandria. Im Schatten der Pyramiden, von Zabern, Mainz 1999 ISBN 3-8053-2504-5 (Sonderhefte zur Antiken Welt/Zaberns Bildbände zur Archäologie)
- Alexander der Große. Auf den Spuren eines Mythos, von Zabern, Mainz 2001 ISBN 3-8053-2729-3 (Sonderhefte zur Antiken Welt/Zaberns Bildbände zur Archäologie)
- Königinnen vom Nil, von Zabern, Mainz 2002 ISBN 3-8053-2916-4 (Arte-Edition)

Romane
- Kleopatra und die goldene Schlange, Metz, Gaggenau 2005 ISBN 3-927655-66-X / ISBN 3-927655-67-8
- Hindukusch, von Zabern, Mainz 2007 ISBN 978-3-8053-3790-8
- Das Zweite Buch, von Zabern, Mainz 2007 ISBN 978-3-8053-3714-4
- Der Flug des Greifen, von Zabern, Mainz 2007 ISBN 978-3-8053-3728-1
- Verschwörung am Vesuv. Ein Kriminalroman aus dem alten Pompeji, Arena, Würzburg 2008 ISBN 978-3-401-06130-6
- Kleopatra und der Wolkenturm. Jugendroman. Mit einem kleinen Lexikon antiker und ägyptischer Begriffe, von Zabern, Mainz 2009 ISBN 978-3-8053-3923-0